# Drumel Motorsport
Drumel Motorsport – włoski zespół wyścigowy startujący w 2000 roku. w historii startów ekipa pojawiała się w stawce Włoskiej Formuły Renault, Włoskiej Formuły 3, Europejskiego Pucharu Formuły Renault 2000 oraz Formuły 3 Euro Series. Zespół zakończył działalność w 2003 roku.

## Starty

### Formuła 3 Euro Series
| Rok  | Bolid              | Kierowcy      | Wygrane | PP | NO | Pkt | M.K. | M.Z. |
| ---- | ------------------ | ------------- | ------- | -- | -- | --- | ---- | ---- |
| 2003 | Dallara F303-Mugen | Lee Dong-wook | 0       | 0  | 0  | 0   | 39   | NS   |
| 2003 | Dallara F303-Mugen | Philipp Baron | 0       | 0  | 0  | 0   | 32   | NS   |

### Europejski Puchar Formuły Renault 2000
| Rok  | Bolid          | Kierowcy            | Wyścigi | Wygrane | PP | NO | Punkty | M.K. | M.Z. |
| ---- | -------------- | ------------------- | ------- | ------- | -- | -- | ------ | ---- | ---- |
| 2002 | Tatuus-Renault | Davide di Benedetto | 5       | 0       | 0  | 0  | 16     | 16   | 8    |
| 2002 | Tatuus-Renault | Christian Montanari | 5       | 0       | 0  | 0  | 10     | 22   | 8    |